# Biatlon op de Olympische Winterspelen 2006 - Sprint vrouwen
De 7,5 kilometer sprint vrouwen tijdens de Olympische Winterspelen 2006 vond plaats op donderdag 16 februari 2006. De beste 60 biatletes kwalificeerden zich voor de achtervolging op zaterdag 18 februari.
De wedstrijd ging van start zonder de zilveren medaillewinnares van de 15 kilometer individueel Olga Pyljova. Zij was eerder die dag betrapt op doping en mocht uit voorzorg niet aantreden. Later zou zij geschorst worden en haar medaille moeten inleveren. Ondanks het uitvallen van Pyljova bleven er nog altijd veel favorieten over.
Kati Wilhelm had vooraf de meeste overwinningen op de sprint behaald in het wereldbekercircuit en ging ook in deze wedstrijd lange tijd aan de leiding. In haar tweede schietbeurt maakte ze één fout en moest daarom de strafronde van 150 meter in. Toen ze aan de finish kwam verbeterde ze de snelste tijd tot dan toe met ruim 40 seconden.
Met ruim 80 deelnemers aan de wedstrijd was Wilhelm echter allerminst zeker van haar zege toen ze over de eindstreep kwam. Op dat moment moesten er zelfs nog diverse atleten beginnen aan hun wedstrijd. Vele atleten doken onder de tijd van Wilhelm na de eerste schietbeurt en ook bij de tweede schietbeurt waren er behoorlijk wat die onder de tijd van de Duitse doken.
Niet iedereen kon die voorsprong op Wilhelm behouden tot aan de finish. De eerste die wel onder de tijd van Wilhelm dook was Anna Carin Olofsson, die exact 16 seconden sneller was. Nadat ook Sandrine Bailly en Olena Zoebrilova onder de tijd van Wilhelm uitkwamen werd duidelijk dat er voor haar geen medaille in zat. Ook Albina Achatova kwam sterk voor de dag en kwam als tweede over de finish, 6,4 seconden achter Olofsson.
Bij de late starters zaten echter nog een aantal goed presterende atleten. Onder hen de Française Florence Baverel-Robert. Bij beide schietbeurten bleef ze foutloos en ze kwam als eerste door na de tweede schietronde, echter met een minieme voorsprong op Olofsson. Alles zou aankomen in de laatste kilometers langlaufen. Bij de streep bleek dat Baverel-Robert haar voorsprong had behouden met slechts 2,4 seconden.
Toen de medailles verdeeld leken kwam de Oekraïense Lilija Jefremova foutloos door na zowel schietronde 1 als 2 en zat ze vlak achter de top 2 op dat moment, maar nog voor Achatova en dus op medaillekoers. Jefremova die nog nooit een podiumplaats bereikte in haar carrière hield stand en veroverde het brons.
| Titelverdedigster | Kati Wilhelm | Duitsland |
| ----------------- | ------------ | --------- |

## Uitslag
| Rang   | Naam                    | Land        | Tijd    |
| ------ | ----------------------- | ----------- | ------- |
| Goud   | Florence Baverel-Robert | Frankrijk   | 22:31,4 |
| Zilver | Anna Carin Olofsson     | Zweden      | + 2,4   |
| Brons  | Lilija Jefremova        | Oekraïne    | + 6,6   |
| 4      | Albina Achatova         | Rusland     | + 8,8   |
| 5      | Olena Zoebrilova        | Wit-Rusland | + 9,1   |
| 6      | Sandrine Bailly         | Frankrijk   | + 11,6  |
| 7      | Kati Wilhelm            | Duitsland   | + 18,4  |
| 8      | Olga Nazarova           | Wit-Rusland | + 21,8  |
| 9      | Olga Zaitseva           | RUS         | + 34,4  |
| 10     | Svetlana Isjmoeratova   | Rusland     | + 38,9  |
| 11     | Liu Xianying            | China       | + 46,1  |
| 12     | Liv Grete Poirée        | Noorwegen   | + 48,6  |
| 13     | Michela Ponza           | Italië      | + 55,8  |
| 14     | Delphyne Peretto        | Frankrijk   | + 59,8  |
|        | Teja Gregorin           | Slovenië    | + 59,8  |